# Rib Hillis
Robert Duane "Rib" Hillis (Suffern, 21 november 1971) is een Amerikaans fotomodel, ontwerper en acteur.

## Biografie
Rib Hillis werd geboren als Robert Duane Hillis in Suffern in de staat New York, maar groeide op in Newton (Massachusetts) samen met zijn ouders, twee zussen en een broer. Hillis studeerde af op de Newton South High School. Hij kreeg zijn ongewone bijnaam Ribbet in groep 5 toen hij met kikkers zat te spelen en genoot van het geluid dat zij maakten. Toen hij begon met acteren kortte hij het in tot Rib.
Hillis trouwde met Melissa Blackler vier dagen na hun eerste afspraakje, maar ze scheidden in 2008. Ze hebben een tweeling, Dane en Hannah Hillis. Tegenwoordig is Rib samen met voormalig nationale turnkampioen en Dancing with the Stars-professional Elena Grinenko.

### Modelwerk
Tijdens zijn eerste jaar op de University of Colorado in Boulder, Colorado werd Hillis ontdekt door een modelagent. Sinds zijn studie op de universiteit is hij model geweest en werkte Hillis onder andere in Milaan, Parijs, Barcelona, Londen, Sydney, New York, Miami en Los Angeles voor merken als Uomo Vogue, GQ, Esquire en Men's Health. Ook speelde Rib mee in verschillende nationale en internationale commercials.
Hillis verscheen als model in een aflevering van America's Next Top Model in 2005 als mannelijke lingeriemodel in de aflevering "The Girl Who Pushes Tyra Over The Edge".

### Acteerwerk
In 1996 verhuisde Hillis naar Los Angeles en begon daar met zijn acteercarrière. Kort daarna kreeg hij een rol in een aflevering van Baywatch Nights als Jeds.
Zijn meest opmerkelijke rol als acteur kwam in 1997, toen hij in de series Port Charles en General Hospital de rol kreeg als Dr. Jake Marshak. Hij speelde mee van 1997-1998. In 2006 viel hij tijdelijk in voor Eric Martsolf als Ethan Winthrop in de serie Passions toen Martsolf de serie tijdelijk moest verlaten voor zijn pasgeboren tweeling. Geleidelijk aan verscheen Hillis in meerdere televisieseries en shows, zoals Ugly Betty, CSI: Crime Scene Investigation en CSI: Miami. Ook kreeg Rib een rol in de film Propiedad Ajena.

### Realitytelevisie
Hillis deed in 2004 mee met een huisverbouwingshows, namelijk Model Citizen. Door hieraan mee te doen werd hij in 2007 gevraagd om deel te nemen aan het team van Extreme Makeover: Home Edition. Hij bleef lid van het team tot 2010.

## Vrijwilligerswerk
Hillis doet veel aan vrijwilligerswerk en werkt met veel goede doelen samen zoals The Los Angeles Childrens Hospital, Habitat For Humanity, The Jimmy Johnson Foundation en The Hendrick Marrow Program.

## Carrière
| Film        | Film                             | Film                               | Film                                       |
| Jaar        | Film                             | Rol                                | Opmerkingen                                |
| ----------- | -------------------------------- | ---------------------------------- | ------------------------------------------ |
| 2001        | According to Spencer             | Nick                               |                                            |
| 2005        | Empathy                          | Seth                               |                                            |
| 2007        | Propiedad ajena                  | Matt Crossman                      |                                            |
| 2008        | Taos                             | John Wahlberg                      |                                            |
| 2010        | Dinocroc vs. Supergator          | Bob Logan                          | televisiefilm                              |
| 2010        | Life's a Beach                   | Rock                               |                                            |
| 2011        | The Revivals                     | Rib                                | Korte film                                 |
| 2011        | Painting in the Rain             | Samuel Becker                      |                                            |
| 2012        | Abeo Pharisee                    | Jonni                              |                                            |
| 2012        | Groom's Cake                     | Steven James                       | Korte film                                 |
| 2013        | 616: Paranormal Incident         | Freeman                            |                                            |
| 2013        | Sorority Party Massacre          | Wachtruimte patiënt'               |                                            |
| 2013        | Birthday Cake                    | Steven James                       |                                            |
| 2013        | Haunting of the innocent         | Tom                                |                                            |
| 2013        | Fencer                           | Coach Richard                      | Korte film                                 |
| 2014        | Cowboys vs Dinosaurs             | Val Walker                         |                                            |
| Televisie   |                                  |                                    |                                            |
| Jaar        | Titel                            | Rol                                | Opmerkingen                                |
| 1996        | Baywatch Nights                  | Jed                                | 1 aflevering                               |
| 1997 - 1998 | Port Charles                     | Dr. Jacob "Jake" Marshak           | spin-off van General Hospital              |
| 1997 - 1998 | General Hospital                 | Dr. Jake Marshak                   |                                            |
| 1998        | Clueless                         | Brad                               | 1 aflevering                               |
| 1999        | Baywatch                         | Jake Barnes                        | 2 afleveringen                             |
| 1999        | Angel                            | Pierce                             | 1 aflevering                               |
| 2000        | Bull                             | Jeff                               | 2 afleveringen                             |
| 2001 - 2002 | Son of the Beach                 | Digger Gooseberry                  |                                            |
| 2003        | CSI: Crime Scene Investigation   | Croix Richards                     | 1 aflevering                               |
| 2004        | Eye                              | James                              | 1 aflevering                               |
| 2004        | Model Citizens                   | Zichzelf                           | eerste verbouwingsprogramma voor Rib       |
| 2005        | America's Next Top Model         | manelijke lingeriemodel (zichzelf) | 1 aflevering                               |
| 2006        | Empathy                          | Ethan Winthrop                     | als tijdelijke vervanger van Eric Martsolf |
| 2006        | Ugly Betty                       | Sven                               | 1 aflevering                               |
| 2007        | CSI: Miami                       | Brett Morrison                     | 1 aflevering                               |
| 2007 - 2010 | Extreme Makeover: Home Edition   | Lid van het team                   |                                            |
| 2008        | Two and a Half Men               | Justin                             | 1 aflevering                               |
| 2010        | ACME Saturday Night              | gastheer                           |                                            |
| 2011        | ACME Hollywood Dream Role        | Zichzelf                           |                                            |
| 2012        | Melissa & Joey                   | Stewart Thomas                     | 1 aflevering                               |
| 2012        | Piranhaconda                     | Jack                               | Televisiefilm                              |
| 2012        | Dancing with the Stars Pre-Party | Zichzelf                           | 2 afleveringen                             |
| 2012        | The Bay                          | Matthew Johnson #2                 | 2 afleveringen                             |